# Алтайський район (Алтайський край)
Алта́йський район (рос. Алтайский район) — район у складі Алтайського краю Російської Федерації.
Адміністративний центр — село Алтайське.

## Географія
Розташований в південно-східній частині краю в передгір'ях Алтаю. Межує з Солонешенським, Смоленським, Совєтським районами краю і Республікою Алтай.
Рельєф — гірський і передгірний. Територією району протікають річки Катунь, Сараса, Бірюкса, Кам'янка, Куяган, Піщана, розташоване озеро Ая. Ґрунти — чорноземи вилужені гладкі і середньогумусні, підзолисті.

### Клімат
Клімат континентальний. Середня температура січня -16 °С, липня +20 °С. Річна кількість опадів — 937 мм. Район відомий своїм сприятливим мікрокліматом — взимку тут трохи тепліше, а влітку трохи прохолодніше, ніж в інших місцях Алтаю. Через безпосередній близькості гір, територія району захищена від сильних вітрів ТА випадає значна кількість опадів.

## Населення
Населення — 25859 осіб (2019; 25645 в 2010, 26984 у 2002).

## Адміністративний поділ
Район адміністративно поділяється на 10 сільських поселень (сільських рад):
| Поселення                          | Площа, км² | Населення, осіб (2002) | Населення, осіб (2010) | Населення, осіб (2019) | Центр           | Населені пункти |
| ---------------------------------- | ---------- | ---------------------- | ---------------------- | ---------------------- | --------------- | --------------- |
| Айська сільська рада               | 417,67     | 3236                   | 3220                   | 3191                   | Ая              | 4               |
| Алтайська сільська рада            | 841,23     | 13962                  | 13713                  | 14151                  | Алтайське       | 1               |
| Білівська сільська рада            | 363,36     | 719                    | 471                    | 401                    | Біле            | 3               |
| Куяганська сільська рада           | 398,71     | 1235                   | 907                    | 881                    | Куяган          | 4               |
| Куячинська сільська рада           | 436,64     | 1071                   | 839                    | 915                    | Куяча           | 2               |
| Макар'євська сільська рада         | 48,13      | 578                    | 468                    | 415                    | Макар'євка      | 1               |
| Нижньокаменська сільська рада      | 245,04     | 2191                   | 2120                   | 2069                   | Нижньокаменка   | 1               |
| Пролетарська сільська рада         | 410,58     | 1494                   | 1336                   | 1308                   | Сараса          | 6               |
| Розсошинська сільська рада         | 102,02     | 1016                   | 1051                   | 995                    | Розсоші         | 1               |
| Старобілокуріхинська сільська рада | 226,91     | 1482                   | 1520                   | 1533                   | Старобілокуріха | 2               |

## Найбільші населені пункти
Нижче подано список населених пунктів з чисельністю населенням понад 1000 осіб:
| № | Населений пункт | Населення, осіб (2002) | Населення, осіб (2010) |
| - | --------------- | ---------------------- | ---------------------- |
| 1 | Алтайське       | 13962                  | 13713                  |
| 2 | Ая              | 2206                   | 2224                   |
| 3 | Нижньокаменка   | 2191                   | 2120                   |
| 4 | Старобілокуріха | 1459                   | 1503                   |
| 5 | Сараса          | 1147                   | 1054                   |
| 6 | Розсоші         | 1016                   | 1051                   |